# Gebruikersgroep

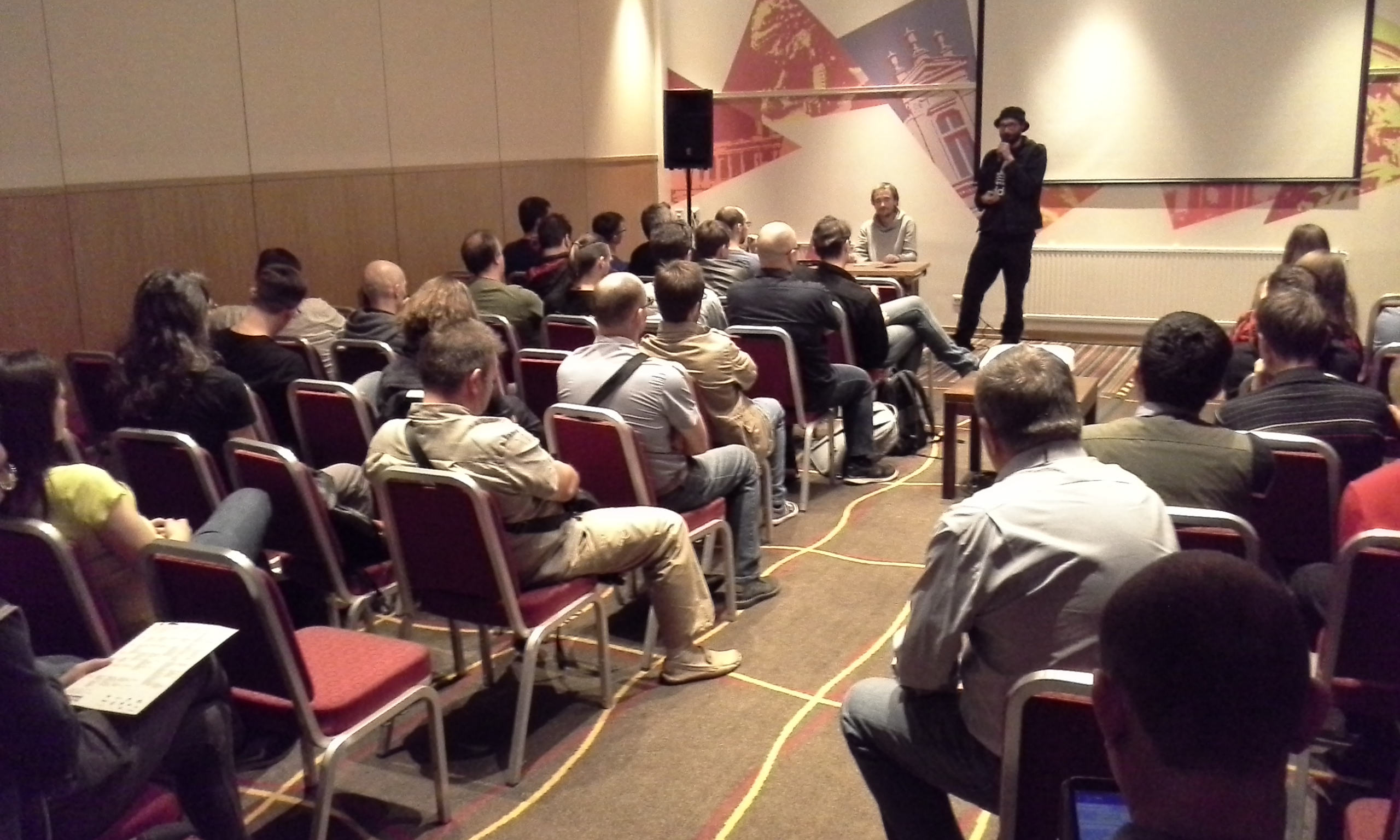
+ afbeelding

Een gebruikersgroep is strikt genomen een groep van mensen of organisaties die iets bepaalds gebruikt. Meestal wordt echter een vereniging bedoeld met leden die een bepaald product gebruiken. Dit is vaak een ICT-product als programmatuur of een computersysteem.
Voorbeelden van gebruikersgroepen zijn:
- Netwerk Gebruikersgroep Nederland
- Hobby Computer Club